# Clegg-Nunatakker
Die Clegg-Nunatakker sind eine Gruppe Nunatakker im ostantarktischen Viktorialand. In der Willett Range erstrecken sie sich über eine Länge von 2,2 km oberhalb und südwestlich des Haselton-Eisfalls  im oberen Abschnitt des Haselton-Gletschers.
Das New Zealand Geographic Board benannte sie im Jahr 2005 nach Keith Clegg (1928–2004), der von 1979 bis 1988 in der Öffentlichkeitsarbeit zu Antarktisangelegenheiten des neuseeländischen Department of Scientific and Industrial Research (DSIR) tätig war.